# Acanthocepola krusensternii
Acanthocepola krusensternii es una especie de peces de la familia Cepolidae en el orden de los Perciformes.

## Distribución geográfica
Se encuentra desde el sur del Japón hasta el  Mar de la China. También en Indonesia y al noroeste de Australia.